# Francisco Ribeiro Cunha
Francisco Ribeiro Cunha war ein portugiesischer Politiker.

## Werdegang
Cunha wurde in der Provinz Minho als Abgeordneter in die Câmara dos Deputados für die Wahlperiode 1846 gewählt. Er gehörte keinem Ausschuss an. Ebenso sind keine Eingaben von ihm nachweisbar.